# Lúcia Maria de Souza
Lúcia Maria de Souza (São Gonçalo, 22 de junho de 1944 - Araguaia, 24 de outubro de 1973) foi uma guerrilheira brasileira, integrante da Guerrilha do Araguaia. Conhecida no Araguaia como "Sônia", sua morte foi um dos mais famosos episódios da guerrilha.

## Biografia
Filha de Jovina Ferreira e José Augusto de Souza, Lúcia nasceu no estado do Rio de Janeiro e era de origem pobre, conseguindo com dificuldades ingressar na Escola de Medicina e Cirurgia do Rio de Janeiro. Ativista do movimento estudantil desde a adolescência, como militante do Partido Comunista do Brasil (PCdoB), foi responsável pela impressão do jornal A Classe Operária, órgão oficial do Partido, nos anos de 1969 e 1970, junto com outra militante, Jana Moroni, também futura guerrilheira e também desaparecida no Araguaia.
Deixou a faculdade no 4º ano quando estagiava no Hospital Pedro Ernesto, no Rio de Janeiro, devido à perseguição da repressão e foi para o Araguaia. Com o codinome "Sônia" fez fama como parteira e auxiliar médica na região, ao lado de guerrilheiros como João Carlos Haas Sobrinho, o "Dr. Juca", médico gaúcho, e Dinalva Oliveira Teixeira, a "Dina", geóloga baiana que também realizava partos.
De acordo com a série de reportagens do jornal O São Gonçalo, "Doca e Sônia - Codinomes Liberdade", produzida pelos jornalistas Diego Barreto e Ari Lopes, Lúcia tinha papel importante na comunidade do Araguaia. "Com muito carisma entre a população, acumulava duas funções de extrema importância: liderava os grupos que trabalhavam na derrubada da mata para a instalação dos acampamentos e, com seus os conhecimentos de Medicina, fazia partos atendendo famílias ribeirinhas do Araguaia”. 

## A morte e a frase
Sônia foi emboscada por uma patrulha do exército em 24 de outubro de 1973, durante a Operação Marajoara, a terceira e definitiva ofensiva militar contra os guerrilheiros, e sua morte é um dos episódios mais célebres da guerrilha. Acompanhada de um menino da região que costumava andar com os guerrilheiros, ela parou num regato próximo ao local chamado Grota da Borracheira, entre Marabá e Xambioá, tirando as botas que usava para molhar os pés no riacho. Ao voltar, não achou as botas e acreditou ser uma brincadeira dos caboclos do local.
Rendida pela patrulha militar que a havia descoberto por causa das botas deixadas ao lado da trilha, correu para pegar a arma deixada no chão e foi ferida a tiros pelos soldados. No comando desta patrulha, estavam os então major Lício Maciel, que depois como coronel escreveu um livro sobre suas ações na captura e morte dos guerrilheiros no Araguaia, e o capitão Sebastião Alves de Moura, mais tarde conhecido como Major Curió.
Enquanto o adolescente que a acompanhava fugia sob a complacência da patrulha, pois era apenas um menino, os militares acercaram-se da guerrilheira ferida no chão, sem se aperceberem que ela havia caído em cima de seu revólver. Perguntada qual era seu nome, deu a resposta que a tornou célebre a ponto de ser conhecida pelo presidente Ernesto Geisel e chamada de "fanática" pelo então ministro-chefe do SNI e futuro presidente João Baptista Figueiredo:, "Guerrilheira não tem nome, seu filho da puta, eu luto pela liberdade!".,

E puxando o revólver debaixo do corpo atirou nos militares, atingindo Maciel no rosto e no braço e Curió na barriga. Foi metralhada em seguida pelos demais integrantes da patrulha.
Seu corpo foi deixado insepulto na mata e nunca foi encontrado. É dada como desaparecida política.

## Conclusão
Lúcia é considerada desaparecida política pelo fato de seus restos mortais não terem sido entregues aos seus familiares até os dias de hoje. A Comissão da Verdade declarou que o Estado "tem o dever de investigar e, eventualmente, punir os responsáveis". Assim, recomenda-se a continuidade das investigações sobre as circunstâncias do caso de Lucia Maria de Souza, localização de seus restos mortais, retificação da certidão de óbito, identificação e responsabilização dos agentes envolvidos, conforme sentença da Corte Interamericana de Direitos Humanos que obriga o Estado brasileiro “a investigar os fatos, julgar e, se for o caso, punir os responsáveis e de determinar o paradeiro das vítimas”.